# Narathura zambra
Narathura zambra är en fjärilsart som beskrevs av Swinhoe 1911. Narathura zambra ingår i släktet Narathura och familjen juvelvingar. Inga underarter finns listade i Catalogue of Life.